# Diócesis de Encarnación
La diócesis de Encarnación (en latín: Dioecesis Sanctissimae Incarnationis) es una circunscripción eclesiástica de la Iglesia católica en Paraguay. Se trata de una diócesis latina, sufragánea de la arquidiócesis de Asunción. Desde el 15 de noviembre de 2014 su obispo es Francisco Javier Pistilli Scorzara, del Instituto de los Padres de Schönstatt.

## Territorio y organización
La diócesis tiene 16 506 km² y extiende su jurisdicción sobre los fieles católicos de rito latino residentes en el departamento de Itapúa.
La sede de la diócesis se encuentra en la ciudad de Encarnación, en donde se halla la Catedral de Nuestra Señora de la Encarnación.
En 2021 en la diócesis existían 38 parroquias agrupadas en 4 decanatos: Encarnación, Centro, Oeste y Norte.
En la ciudad de Encarnación, bajo dependencia de la diócesis de Encarnación, existe la parroquia greco-católica ucraniana de la Presentación de la Virgen María en el Templo. El 14 de enero de 2013 el papa Francisco designó un visitador apostólico para los fieles greco-católicos ucranianos de Uruguay, Paraguay, Chile y Venezuela.

## Historia
La prelatura territorial de Encarnación y Alto Paraná fue erigida el 21 de enero de 1957 con la bula Dum insano del papa Pío XII, obteniendo su territorio de las diócesis de Concepción en Paraguay y de Villarrica (hoy diócesis de Villarrica del Espíritu Santo).
El 25 de marzo de 1968 la prelatura territorial se escindió dando lugar a la prelatura territorial de Encarnación y a la prelatura territorial de Alto Paraná (hoy diócesis de Ciudad del Este) mediante la bula Magna quidem del papa Juan Pablo II.
El 19 de abril de 1990 la prelatura territorial de Encarnación fue elevada a diócesis con la bula Crevisse iam del papa Juan Pablo II.

## Estadísticas
Según el Anuario Pontificio 2022 la diócesis tenía a fines de 2021 un total de 518 000 fieles bautizados.
| Año                                                                             | Población            | Población | Población      | Sacerdotes | Sacerdotes    | Sacerdotes    | Bautizados por sacerdote | Diáconos permanentes | Religiosos | Religiosos | Parroquias |
| Año                                                                             | Bautizados católicos | Total     | % de católicos | Total      | Clero secular | Clero regular | Bautizados por sacerdote | Diáconos permanentes | Varones    | Mujeres    | Parroquias |
| ------------------------------------------------------------------------------- | -------------------- | --------- | -------------- | ---------- | ------------- | ------------- | ------------------------ | -------------------- | ---------- | ---------- | ---------- |
| 1966                                                                            | 200 000              | 220 000   | 90.9           | 45         | 6             | 39            | 4444                     |                      | 10         | 26         | 18         |
| 1970                                                                            | 196 086              | 207 116   | 94.7           | 40         | 6             | 34            | 4902                     |                      | 45         | 39         | 19         |
| 1976                                                                            | 206 000              | 226 400   | 91.0           | 45         | 6             | 39            | 4577                     |                      | 46         | 59         | 22         |
| 1980                                                                            | 277 200              | 308 000   | 90.0           | 46         | 6             | 40            | 6026                     |                      | 46         | 92         | 25         |
| 1990                                                                            | 343 500              | 380 000   | 90.4           | 45         | 12            | 33            | 7633                     |                      | 53         | 121        | 31         |
| 1999                                                                            | 437 181              | 478 798   | 91.3           | 45         | 17            | 28            | 9715                     | 1                    | 34         | 127        | 30         |
| 2000                                                                            | 440 025              | 515 600   | 85.3           | 46         | 18            | 28            | 9565                     | 1                    | 32         | 118        | 30         |
| 2001                                                                            | 440 237              | 516 473   | 85.2           | 49         | 16            | 33            | 8984                     | 1                    | 38         | 93         | 30         |
| 2002                                                                            | 435 984              | 519 769   | 83.9           | 50         | 15            | 35            | 8719                     | 1                    | 40         | 95         | 30         |
| 2003                                                                            | 425 643              | 519 769   | 81.9           | 47         | 13            | 34            | 9056                     | 1                    | 40         | 90         | 31         |
| 2004                                                                            | 420 356              | 519 769   | 80.9           | 43         | 10            | 33            | 9775                     | 1                    | 42         | 88         | 31         |
| 2006                                                                            | 441 000              | 546 000   | 80.8           | 44         | 12            | 32            | 10 022                   | 1                    | 42         | 82         | 30         |
| 2013                                                                            | 502 000              | 611 000   | 82.2           | 52         | 18            | 34            | 9653                     | 1                    | 38         | 72         | 33         |
| 2016                                                                            | 418 363              | 518 982   | 80.6           | 50         | 18            | 32            | 8367                     | 1                    | 36         | 82         | 35         |
| 2019                                                                            | 449 236              | 562 245   | 79.9           | 54         | 20            | 34            | 8319                     |                      | 35         | 59         | 38         |
| 2021                                                                            | 518 000              | 624 340   | 83.0           | 55         | 18            | 37            | 9418                     |                      | 41         | 57         | 38         |
| Fuente: Catholic-Hierarchy, que a su vez toma los datos del Anuario Pontificio. |                      |           |                |            |               |               |                          |                      |            |            |            |

## Episcopologio
- Johannes Wiesen, S.V.D. † (21 de enero de 1957-1968 renunció)[7]
- Juan Bockwinckel, S.V.D. † (11 de mayo de 1968-24 de julio de 1987 retirado)
- Jorge Adolfo Carlos Livieres Banks † (24 de julio de 1987-5 de julio de 2003 renunció)
- Ignacio Gogorza Izaguirre, S.C.I. di Béth. (12 de julio de 2004-15 de noviembre de 2014 retirado)
- Francisco Javier Pistilli Scorzara, P.Schönstatt, desde el 15 de noviembre de 2014